# Alasco
Alasco eller Eta Ursae Minoris (η Ursae Minoris, förkortat Eta UMi, η UMi) som är stjärnans Bayer-beteckning, är en ensam stjärna i den östra delen av stjärnbilden Lilla björnen. Den har en skenbar magnitud på +4,95, är svagt synlig för blotta ögat där ljusföroreningar ej förekommer och den ljussvagaste av de sju stjärnor som formar asterismen av en liten karlavagn som utgör kännetecknet för Lilla björnen. Baserat på parallaxmätningar i Hipparcos-uppdraget på 33,6 mas beräknas den befinna sig på ca 97 ljusårs (30 parsek) avstånd från solen.

## Nomenklatur
Eta Ursae Minoris har kallats Anwar al Farkadain, från det arabiska انور الفرقدن 'anwar al-farqadayn, vilket betyder "den ljusare av de två kalvarna". Den är sedan kopplad med Zeta Ursae Minoris som Akhfa al Farkadain, "den dunklare av de två kalvarna". Namnen kan ursprungligen referera till ett par Ibexes, och tillämpas mer korrekt på Beta UMi respektive Gamma UMi, de ljusare två stjärnorna i rektangeln av Ursa Minor.

## Egenskaper
Eta Ursae Minoris är en gul till vit stjärna i huvudserien av spektralklass F5 V. Den har en massa som är omkring 50 procent större än solens massa, en radie som är ungefär dubbelt så stor som solens och utsänder ca 7,8 gånger mera energi än solen från dess fotosfär vid en effektiv temperatur på ca 6 900 K.
Koordinaterna för Alasco markerar en källa till röntgenstrålning med en styrka på 11,5 × 1028 erg/s. Stjärnan kan utgöras av en vidsträckt dubbelstjärna med en följeslagare av skenbar magnitud 15,3 med en vinkelseparation på 228,5 bågsekunder.